# 長岡市シティホールプラザアオーレ長岡
長岡市シティホールプラザアオーレ長岡（ながおかしシティホールプラザアオーレながおか）は、新潟県長岡市大手通1丁目にある複合交流施設。愛称はアオーレ長岡。

## 概要
現在アオーレ長岡が所在する地区は長岡駅大手口から至近で、過去に長岡市公会堂、長岡市厚生会館などの文化交流施設が所在した地区である。長岡市が市役所機能の中心市街地集約化と、老朽化した長岡市厚生会館の後継施設整備の2つを柱に、市民交流の拠点施設として整備を進め、2012年（平成24年）4月1日にオープンした。
施設は長岡市役所本庁舎と、アリーナ、市民交流ホールなどを擁する交流施設、屋根付き広場「ナカドマ」（#後述）の3つから成る。建設に要した総事業費は約120億円であった。
愛称「アオーレ長岡」は一般公募によって決定し、そのまま正式名称にも採用された。「アオーレ」は長岡弁で「会いましょう」を意味する「会おうれ」をもじったものである。

## 施設
大きく分けて長岡市役所アオーレ長岡本庁舎等が入る東棟・西棟と、アリーナ棟の3棟から構成され、3棟に面して屋根付き広場「ナカドマ」が配されている。ナカドマに掛かる大屋根は鉄骨トラス造で約9,000m2あり、融雪装置により冬でも自然光による採光を可能としたほか、3棟を免震支承とKYB社製の制震ダンパーを介して繋ぐことで、建物全体の耐震性を高める工夫がなされている。また、屋根には太陽光発電パネル（出力10kW）が設置されているほか、雨水・融雪水を循環して使用できる雨水中水化システムを備え、環境負荷の低減を図っている。
建物空間のデザインは建築家の隈研吾が「まちの中土間」をコンセプトとして手掛け、建物の随所には長岡の歴史、産物が採りいれられている。外装部は長岡城の市松模様をモチーフとして、地元産のスギ材で作った簀子状のパネルを外壁に張り付けているのが大きな特徴である。この市松模様は、行政と市民の活動が一線を画すのではなく、より緊密に連携する施設のコンセプトの象徴でもある。また、市役所窓口のカウンター間仕切り等に栃尾紬（市内栃尾地域の特産品）を、西棟1階ホワイエの内装材として小国和紙（市内小国地域の特産品）を用いている。

### 東棟・西棟
市役所アオーレ長岡本庁舎は東棟と西棟の2棟から成り、東棟には市役所の部課が、西棟には市議会議場が入る。また両棟には市民交流ホールや市民協働センターなどの交流施設が設けられている。
本庁舎には、市長室や市議会議場をはじめとする市政の中枢部が置かれているほか、主に市民生活に関連する部課が配置されている。従来の本庁舎（現在の市役所幸町庁舎）では市民窓口が担当部課ごとに3フロアにわたって分散されていたが、アオーレ長岡本庁舎の市民窓口は東棟1階に集約され、且つ申請や手続きの目的・内容ごとに窓口を11種類に分類し、各種手続きをワンストップで行える配慮がなされている。また平日の窓口業務を午後8時まで延長し、加えて年末年始を除く土曜・休日も業務を行うなど利便性を高めた。
東棟1階にはこの他、実写3D映像を体感できる49席のシアターが設置されている。通常は長岡まつり大花火大会や市内の観光情報などの映写が行われているが、イベント開催や一般利用にも対応している。
西棟1階ではナカドマに面して市議会議場があり、文字通り市民に近い目線での、ガラス張りの市政を象徴するほか、傍聴席では県内で初めて親子席を設置した。また、天井には長岡の花火をモチーフに木のパネルがらせん状に配置されている。
また、同じく西棟1階の市民交流ホールAは、旧厚生会館の中ホールに相当する約314m2、200人規模の多目的ホールで、各種発表会、演奏会に対応する。

### アリーナ

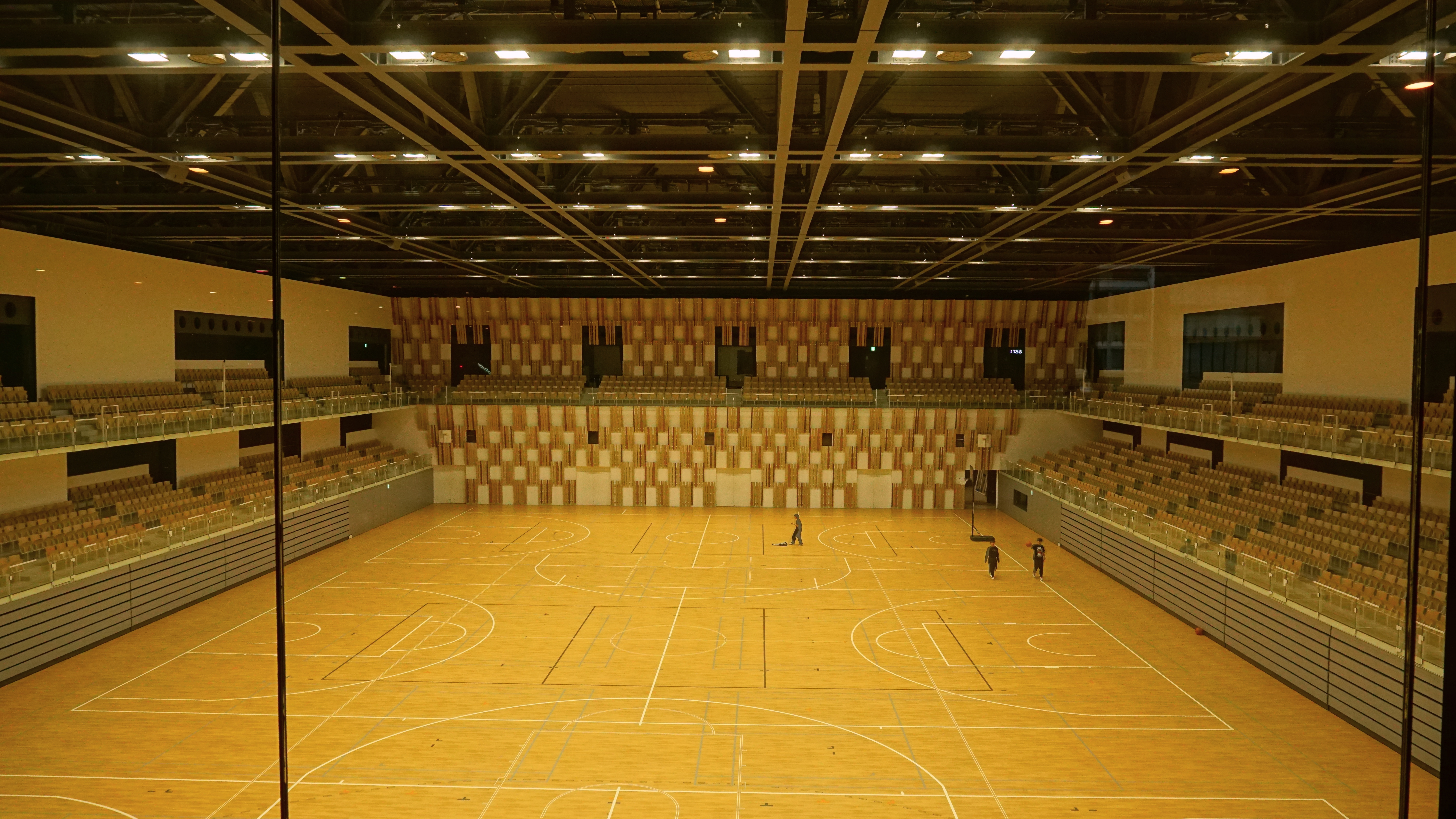
アリーナ部分

アリーナは旧厚生会館の大ホールと同様、各種屋内スポーツをはじめ講演会、集会、展示会、コンサートなど多目的に利用できる。最大床面積約2,123m2で、バスケットボールコート3面分を確保できる。観客席は1階のロールバック式可動席のほか、2・3階はスタンドとなっており、常設の固定席が計2,172席設置されている。またナカドマに面した幅18mの大開口部を開くことにより、マエニワ・ナカドマ・アリーナに至る一体的な利活用も可能である。
コンサート会場としてのこけら落としは、2012年4月14日に開催された3人組音楽グループ「いきものがかり」のライブツアー『いきものがかりの みなさん、こんにつあー!! 2012 〜NEWTRAL〜』の初日公演だった。

#### 施設概要
- 面積：2,123m2[G 1]
- 収容人数：合計2,172人（常設。2階955席、3階1,217席）[G 1]。シアター形式（式典等）では約4,400席、センターステージ形式（プロレス・ボクシング等）では約5,100席、スクール形式（各種試験等）では約1,200席の設置が可能である。
- 使用種目：バスケットボール3面、バレーボール4面、バドミントン14面、テニス3面、卓球16台、フットサル1面[G 1]、その他

### ナカドマ・マエニワ

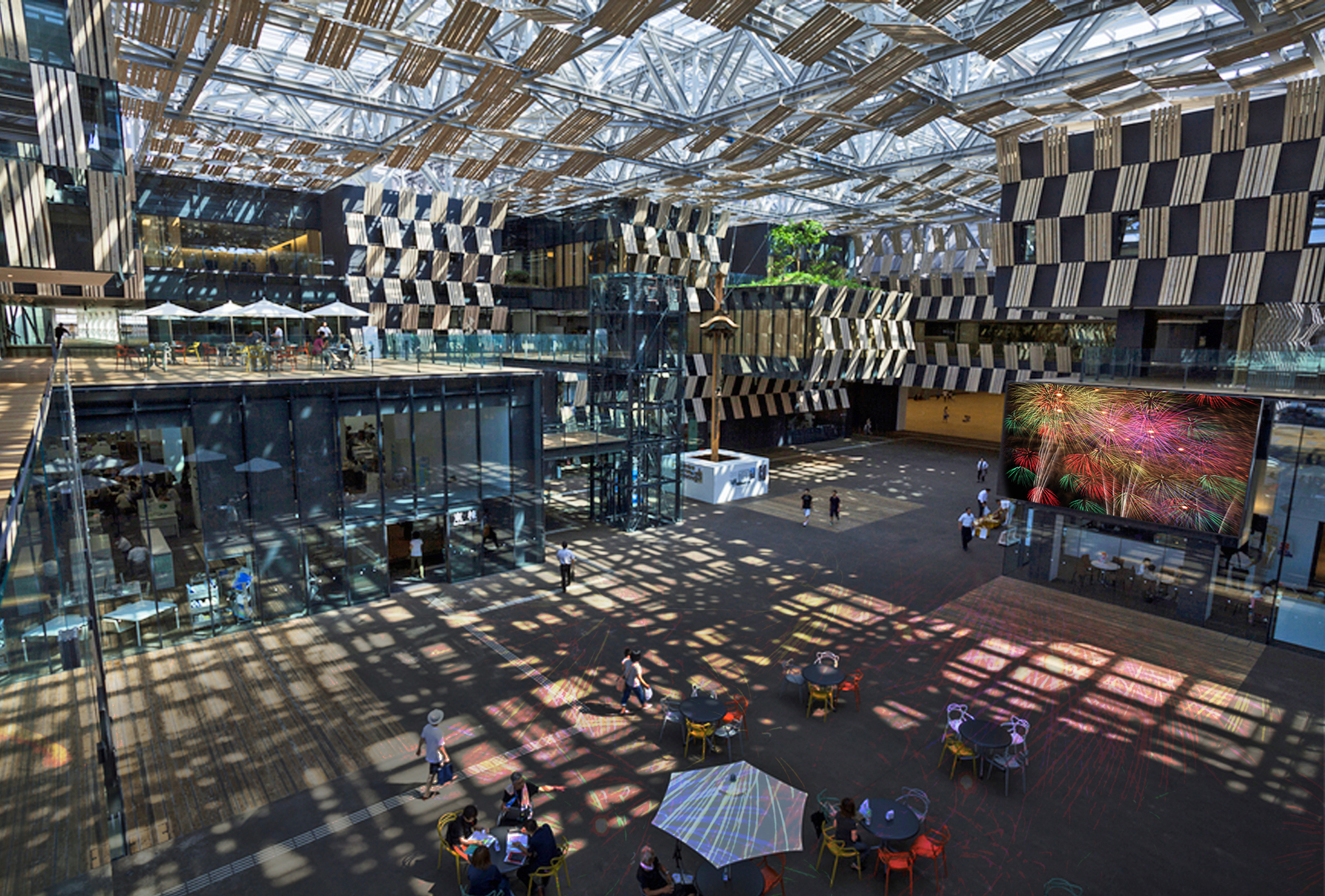
ナカドマ

東棟・西棟・アリーナ棟に面した広さ約2,250m2の屋根付き広場空間「ナカドマ」は日本建築の土間の概念を取り入れ、市民のためのボイド（公共空間）とすることを意図している。路面舗装は三和土調で、仮設ステージや移動販売車、屋台などの設営が可能で各種イベントに対応している。ナカドマ中央部に設置されたフルカラーLED方式の大型映像装置は300インチ相当で、普段は長岡市の広報映像や市内観光地の紹介映像などが放映されている他、スポーツイベントのパブリックビューイングなど、イベントと連動した利用も可能となっている。
隈曰く「べつに市役所に用がない人も、あそこの広場に遊びに来ればいい」という考えで作られている。このナカドマに続く屋外広場「マエニワ」は新潟県道36号長岡停車場線（大手通り）の自転車歩行者道に面しており、中心市街地から施設全体へのエントランスとしての役割を果たしている。

### 店舗
館内には下記の店舗がテナントとして出店している。
- 福祉のカフェ りらん（西棟1階 ホワイエ内）

長岡市社会福祉協議会が運営する軽食喫茶。市内5箇所の福祉施設が日替わりで店舗運営を担当する。
- セブン-イレブン アオーレ長岡店（東棟1階 ナカドマ側、24時間営業ではない。）
- 第四北越銀行 長岡市役所支店（東棟1階 総合窓口横）

### その他
マエニワに面した敷地内には長岡城以来の城内稲荷神社が存置され、稲荷神が祀られている。

## バスケによるまちおこしの拠点
バスケ新リーグのBリーグ1部参入を果たした新潟アルビレックスBBが、ホームアリーナを本施設に設定したことに伴い、市の総合戦略に「バスケによるまちおこし」が位置づけられ、アリーナがその拠点となった。

### アルビBBのホームゲーム
- 初試合は2012年4月21・22日の滋賀レイクスターズ2連戦。21日の初戦は滋賀が、翌22日はホームの新潟が勝利している。
- バスケ新リーグの1部条件である「5,000名収容のアリーナを所有」「ホームアリーナとして年間8割（24試合程度）の開催」を満たすために、

アリーナに5,000人の収容ができる調整を長岡市の間で済ませた。しかし、最初の階層分け発表時に「立見席が多い」と指摘された。
この指摘を受け、再びアルビBBと長岡市の間で「立見席をアリーナ収容人数全体の1割以下に抑える」方針を決め、最終階層振り分けで1部参入を決めた。
- 男子のアルビBBの試合前に、女子バスケ・新潟アルビレックスBBラビッツの試合が、「ダブルヘッダー」で開催されることもある。

| シーズン | アルビBB | アルビBB勝敗 | ラビッツ |
| 11-12    | 2        | 1勝1敗       | -        |
| 12-13    | 8        | 8勝0敗       | -        |
| 13-14    | 10       | 7勝3敗       | 4        |
| 14-15    | 8        | 7勝1敗       | 4        |
| 15-16    | 8        | 5勝3敗       | 3        |
| 16-17    | 24       |              |          |

### その他
- 2016 WJBLオールスターゲーム
- 2016 バスケットボール女子日本代表国際強化試合
- 2016 女子Vリーグ公式戦
- 2018 バスケットボール女子日本代表国際強化試合：三井不動産カップ カナダ戦

## 歴史

### 旧市庁舎の問題点
先代の長岡市役所本庁舎（4代目、現在の市役所幸町庁舎）は1977年（昭和52年）10月11日、川東地域の中心市街地に近い柳原町から、中心地と宮内地区のほぼ中間にあたる幸町二丁目へ新築移転した。当時都市開発が本格化したばかりだった幸町はのちに住宅地となり、市役所本庁舎周辺は市の公共施設の集積地区となった。
しかし1995年（平成7年）の阪神・淡路大震災を受けて翌1996年（平成8年）に実施した耐震診断の結果、本庁舎は当時の耐震基準の80％程度の強度しかなく、また1955年（昭和30年）に竣工した市役所柳原分庁舎（3代目本庁舎）も、老朽化による強度の低下が指摘された。加えて2004年（平成16年）の新潟県中越地震では、市役所の各庁舎は重大な損壊こそ免れたものの庁舎機能が一時停止し、近隣に所在する長岡市消防本部の庁舎を災害対策本部として代替使用せざるを得なくなるなど、耐震性に対する不安はより現実的なものとなった。
こうしたことから長岡市では、市役所本庁舎を使用しながら耐震補強を行うか、もしくは別の場所で新築移転を行うか検討を進めた。しかし中越地震当時の本庁舎は既に築27年を経ており、免震補強工事を行う場合は約20億円の費用が必要で、且つ仮に耐用年数を50年とした場合は20年以内に建て替えの時期を迎えることになり、耐震化を行っても投資効果が薄いとの試算が出された。
長岡市は2005年（平成17年）に5町村、翌2006年（平成18年）に4市町村を編入合併して市域が拡大し、加えて2007年（平成19年）には特例市へ移行し、国や県からの権限委譲などによって取り扱う事務量の増加により、事務スペースが不足しつつあった。そのため、当時の市役所各部署の約3分の1は、市街地に所在する7つの庁舎に分散して置かれており、利用者に分かりにくい点や事務効率の低下が指摘されていた。また本庁舎が所在する幸町は、長岡駅などが所在する中心市街地から約2km離れており、公共交通の利便性が低い点も問題となっていた。
これらを受けて長岡市では市役所機能の移転について、中越地震以降から市民意見の聴取などを本格的に開始し、長岡駅大手口や大手通の再開発地区（のちのフェニックス大手他）、長岡市厚生会館などが集積する「中心市街地」、南長岡駅周辺の旧長岡操車場跡の再開発地区（のちの長岡防災シビックコア地区）にあたる「長岡操車場地区」、本庁舎周辺に第二庁舎を建設する「幸町地区」の3地区を建設候補地に検討を進めた結果、2006年7月28日に開かれた「行政機能再配置検討市民委員会」において「本庁舎は、誰もが利用しやすい中心市街地へ配置することが望ましい」などとする中間報告が答申された。

### 「長岡文化創造フォーラム」構想
前掲の長岡市厚生会館は体育館を基本に設計された多目的ホールで、1945年（昭和20年）の長岡空襲で被災し、且つ老朽化が進んでいたホール施設「長岡市公会堂」の後継施設として1958年（昭和33年）に竣工したが、市内では1970年代以降に体育館やホール、コンベンション施設の整備が相次いだ上に、厚生会館自体も老朽化が著しくなり、稼働機会が減少していた。
長岡市では厚生会館の後継となる施設の整備計画を進め、前庭にあたる「宝田公園」と裏庭にあたる「長岡セントラルパーク」も含めた地区を建設用地として、複合型交流施設を整備する「厚生会館地区整備推進計画」が1996年（平成8年）8月にまとめられた。この施設には「長岡文化創造フォーラム」という仮称が付与され、同年に行われたデザインコンペでは建築家・岡部憲明のデザイン案「緑の都市舞台 - 長岡アーバン・ステージ」が採用されることになり、翌1997年度中の着工を目指して計画が進められた。
ところが1997年（平成9年）3月になって、長岡市は慢性的な財政難を理由に、文化創造フォーラムの建設事業着工を3年間延期する方針を発表し、その後計画そのものが白紙化された。この煽りを受け、老朽化した厚生会館は設備の補修もままならぬまま、引き続き存続することになった。
文化創造フォーラムの事業中断から7年を経て、長岡市は2004年3月に答申された「長岡市中心市街地の構造改革に関する提言」に基づいて「公共サービスのまちなか回帰」を促進するため、厚生会館を含む地区を先導的事業地区と位置づけ、各種施策への取り組みを本格化した。同年の中越地震で施策は一時中断したものの、2006年3月に「厚生会館地区整備基本構想」を、続いて同年5月に「厚生会館地区整備の基本理念」を策定した。そこへ市役所の移転計画が加わり、交流施設の整備構想が再び日の目を見ることとなった。

### 「市民協働型シティホール」の整備
長岡市は市役所移転を機に都市機能を中心市街地に再集積させ、空洞化が急速に進捗する中心市街地の活性化を目指すことになった。新しい庁舎には市役所の本庁舎に加え、厚生会館の代替施設となる「公会堂（アリーナ）」と、天候に左右されずに屋外イベントを開催できる「屋根付き広場」を整備する施設全体の骨子が固まり、この3つを一体的に整備することによって、市民・議員・職員が垣根を越えて日常的に交流できる「市民との協働の場」と、あらゆる世代の様々な活動に利用できる「ハレの場」を創出することがコンセプトに盛り込まれ、「21世紀の市民協働型シティホール」と銘打って整備事業が進められることになった。
長岡市では市役所移転に関する意見交換会や市政懇談会などを通じ、市内全域の市民からの意見集約を進めた。2007年2月5日、市民や有識者、市内財界関係者ら14名から成る「中心市街地構造改革会議」は、市役所の本庁機能の配置について「厚生会館地区、大手通中央地区市街地再開発事業地区（現在のフェニックス大手）、大手通表町地区市街地再開発事業予定地区（後の米百俵プレイス、かつての大和長岡店等の所在地）へ集約配置すべきである」との意見書を提出した。そして同年2月22日の市議会臨時会に於いて「長岡市役所の位置を定める条例」の改正案が提出され、同条例で定める所在地を当時の「幸町二丁目1番1号」から、厚生会館の所在地である「大手通一丁目4番地10」に変更する旨を賛成多数で可決し、市役所本庁舎の建設地は厚生会館の立地を充当することが正式に決定した。
同年春、市役所内には全庁体制の検討組織が立ち上げられるとともに、「市民が求める新しい市役所の実現」をテーマに「長岡市新しい市役所検討市民委員会」が組織され、市民から寄せられた意見や提言などを基に、市民や有識者を交えて施設内容などに関する検討が進められ、これらを踏まえて2008年（平成20年）3月に「新しい市役所プラン」がまとめられた。同プランにおいては、新しい市役所が目指す方針として「市民により便利な市役所」「市民に開かれた交流拠点」「次世代に誇れる市役所」の3項目が定められた。また本庁機能の多くを大手通り周辺に集中的に配置し、新しい本庁舎を「市民のエリア」として、市民との接点が多い窓口機能や交流機能を置き、大手通中央東地区再開発事業地区に設ける庁舎を「商工のエリア」、ながおか市民センターを「農林・建設のエリア」として、主に市民との接点が少ない各部課を配置し、幸町の旧本庁舎は「教育拠点」として教育委員会等を置く他、老朽化が著しい柳原分庁舎に分散している教育関連の機能を集中移転させることになった。

### 設計
本庁舎等の建設地となる厚生会館地区の「整備設計コンペティション」は、2007年6月27日から参加受付けを開始した。設計案の提出期限は9月14日で、9月25日の一次審査において候補が5案に絞られ、11月29日の二次審査（最終審査）において建築家・隈研吾が最優秀者に選出され、設計予定者に決定した。隈は、事業が中断された文化創造フォーラムの設計コンペでは入選したものの次点者に終わっていたが、その雪辱を果たす形となった。一方、同コンペの最優秀者として設計者を務めていた岡部も二次審査には進んだものの、選定を逃す結果となった。
隈のデザイン案は「まちの中土間」をコンセプトとしたもので、屋根付き広場を市民が気軽に立ち寄って活動できる空間として計画地の中央部に配置し、それを囲むように市庁舎やアリーナを配置したもので、施設周辺部のアクセスも考慮して利用者の動線にも配慮したものだった。隈は「土間」をヒントに設計したことについて「土間は部屋のようであり、庭のようでもある。その中間にあって、誰もが気軽にコミュニケーションできる空間を中心にシティホールをつくれたら、公と民の垣根がない伝統を持つ長岡に最もふさわしいと考えた」と、インタビューで語っている。
このコンセプトに用いられた「中土間」は、そのまま屋根付き広場の名称として採用され、施設名は「ナカドマ」となった。

### 建設・竣工
旧施設の長岡市厚生会館は2009年（平成21年）1月末を以って用途廃止となり、同年7月にかけて解体・撤去・整地が行われ、この間にシティホールの設計作業が進められた。そして同年12月8日に起工式が執り行われ、2012年（平成24年）1月のオープンを目指して着工した。
建設工事は順調に進んでいたが、2011年（平成23年）3月11日に発生した東日本大震災で、鉄骨などの建築資材を製造していた岩手県内の発注先が被災し、工期の見通しが一時立たなくなった。その後8月になって竣工予定を2012年3月上旬、オープン日を4月1日とするスケジュールが正式に決定し、交流施設の運用方法についても、旧厚生会館を基にして利用料金が設定され、終日開放のナカドマを除く箇所の開館時間を午前8時から午後10時とする方針が決まった。
そして2012年2月下旬に全棟が全面竣工し、2月29日に竣工式が執り行われた。その後約1か月間を掛けて、旧本庁舎と市内各所に散在していた本庁機能の移転作業が順次進められ、同年4月1日にグランドオープンを果たした。
なお、この間の2011年6月、大手通中央東地区市街地再開発事業による再開発ビル「フェニックス大手イースト」が竣工した。7月6日に竣工式が執り行われた後、同ビルの5階から8階のフロアに本庁機能のうち商工・観光に関する部署を移転する作業が行われ、8月22日から市役所大手通庁舎として順次業務を開始した。その後9月3日には地域交流センター「まちなかキャンパス長岡」が3階から5階に、10月22日には中越地震に関する資料等を集積した災害や防災に関する啓発施設「長岡震災アーカイブセンター きおくみらい」が2階にそれぞれオープンした。また、2001年（平成13年）に旧丸大長岡店の店舗施設跡を取得し、同年10月1日から市民窓口の一部が置かれていた「ながおか市民センター」においても、新本庁舎の移転オープン後から本庁機能の移転作業が進められ、この一連の作業によって市役所の本庁機能の多くが中心市街地へ再集積された。

### 名称
長岡市では建設事業の間、新庁舎の仮称を「シティホール」としていたが、2009年6月から2か月間にわたって名称の一般公募が実施され、全国から5552件の名称案が寄せられた。そして9月の一次選考で、候補が下記の3つに絞られた。
- A案：アオーレ長岡 - 待ち合わせの際に使う長岡弁で「会いましょう」を意味する「会おうれ」
- B案：こもれび - 「涼やかな風が感じられる場所」という建物のイメージを表したもの
- C案：DOMA（ドーマ）- 施設の特徴である屋根付き広場「ナカドマ」と、土間とMagicを合わせて「魔法のような魅力的なスペース」をイメージしたもの

この3候補による一般投票を実施した結果、A案の「アオーレ長岡」が総投票数の約半数を獲得した。同年12月11日に開かれた名称審査会で満場一致で承認され、国際的に通用する名称も必要との認識から、市役所前広場であることを意識した「シティホールプラザ」を付加して、総称を「シティホールプラザ『アオーレ長岡』」、条例上の名称を長岡市シティホールプラザアオーレ長岡とする旨が決定した。名付け親となった当時小学5年生の女性には賞金等が贈られた。

### ロゴデザイン
ロゴデザインは設計者の隈と、映像やアートワークなどを数多く手掛けるアートディレクターの森本千絵が共同で手掛け、正方形を鳥の形に見立てた「アオーレバード」に施設名のロゴタイプを配置したロゴサインが、2011年7月に公表された。
アオーレバードは「人と人、人とまちをつなぐ幸せの鳥」をコンセプトにデザインされたもので、このアオーレバードを模ったタイルは各フロアのピクトグラムや壁面など、施設内の随所に配置されている。またピクトグラムの一部には、旧厚生会館を撤去した際に生じた床材などの廃材も活用されている。

## 交通アクセス
- JR長岡駅大手口から徒歩約3分。駅舎2階と東棟3階がペデストリアンデッキ「大手スカイデッキ」で直結している。
- 関越自動車道 長岡インターチェンジから約20分
- 北陸自動車道 中之島見附インターチェンジから約30分
- 市営駐車場
  - アオーレ長岡駐車場（103台、うち身障者用7台）
  - 大手通地下駐車場（190台）
  - 市営大手口駐車場（191台）
  - 市営表町駐車場（40台）

市役所（アオーレ長岡本庁舎、大手通庁舎、ながおか市民センター、大手通西分室）を各種手続き・相談などで利用した場合は、上記4箇所の市営駐車場、もしくは提携先15箇所の民間駐車場の駐車料金が1時間無料になる。但し利用内容や利用施設によっては対象外となる場合がある。